# Rotation (Rundfunk)
Mit Rotation wird im Hörfunk und Musikfernsehen die Häufigkeit bezeichnet, mit der einzelne Musiktitel pro Zeitspanne wiederholt gespielt werden.

## Allgemeines
Welche Musiktitel im Radio und Fernsehen gespielt werden, wird (meistens) nicht erst in oder während einer Sendung vom Moderator entschieden, sondern vorher. Eine Ausnahme können Sendungen sein, bei denen Zuhörer anrufen und sich Titel wünschen können. Aber auch bei derartigen Sendungen besteht die Möglichkeit, Anrufe aufzuzeichnen und aus diesen Wünschen etwas zum Format Passendes zusammenzustellen. Die vorgesehenen Musiktitel werden gewöhnlich vorher auf eine Playlist für eine bestimmte Sendezeit gesetzt. Diese Playlist entspricht dem Charakter (Sendeformat) des Senders und beinhaltet jene Musikstücke, die zu diesem Format passen. Bei Schlagersendern enthält sie entsprechend Schlager, bei Oldiesendern mithin Oldies, beim Hitparaden-Radio die aktuellen Hits.
Hinter der Beobachtung, dass bestimmte Musiktitel bei einem Sender täglich häufiger gesendet werden, also wiederholtes Airplay erhalten als andere, steckt das methodische Ziel, bestimmte Musiktitel gegenüber anderen Stücken zu bevorzugen. Die Häufigkeit, mit welcher ein Musiktitel wiederholt wird, ist ebenfalls in der Playlist vorgegeben. Je öfter ein Musiktitel gespielt wird, je höher also die Rotation ist, umso kleiner ist die Playlist. Im Rahmen des Marketings nehmen Plattenlabels Einfluss auf die Radio- und Fernsehstationen mit dem Ziel, dass eine Neuveröffentlichung möglichst in die Playlist gelangt, bestenfalls auch in die Rotation kommt (siehe Payola).

## Arten
Ist ein Musiktitel nur einmal in einer Playlist enthalten, gehört er nicht zur Rotation. Die „C-Rotation“ („low rotation“) beginnt ab einer ersten Wiederholung desselben Songs, während die „A-Rotation“ („heavy rotation“) ab sieben Wiederholungen pro Woche beginnt. Bei chartorientierten Sendern liegt die A-Rotation bei etwa 30 Wiederholungen pro Woche. Dazwischen gibt es die „B-Rotation“ („medium rotation“). In den USA liegt diesen Arten eine höhere Häufigkeit zugrunde. Neuveröffentlichungen beginnen hier mit „low rotation“, also 5 bis 15 Mal pro Woche. Nach maximal zwei Wochen wird der Musiktitel auf „medium rotation“ angehoben (10–25 Mal), danach steigt er in die „heavy rotation“ mit etwa 50 Wiederholungen pro Woche auf. Das Abspielen der Titel aus der Playlist erfolgt heute computergesteuert über Selektoren-Programme, die die vorgegebenen Rotationsfrequenzen berücksichtigen.

## Geschichte
Erstmals bewusst wurde die Rotation in den Playlists des Hitparaden-Radios der USA mit einem begrenzten Playlist-Konzept eingesetzt. Der Radiostations-Besitzer Todd Storz gilt als der erste, der seine Radiosender mit dem Top-40-Format versah und die Rotation einführte. Als ersten Radiosender erwarb er im April 1949 KOWH in Omaha, der ab 1952 die Top-10-Hitparade präsentierte. Storz hatte beobachtet, wie in Restaurants und Kneipen von den Gästen die Jukeboxen bedient wurden. Sie tendierten dazu, von den meist 40 Platten immer dieselben abzuspielen. Das war der Kern der „music rotation“, wonach die populärsten Songs auch mehr gespielt werden sollten als andere. Ab Mai 1953 übernahmen auch andere Stationen dieses Hitparaden-Konzept, so dass der Ausdruck „Top-40-Radio“ für ein Radioformat stand, bei dem die Hitparade im Countdown-Prinzip mit dem Nummer-eins-Hit am Schluss gespielt wird. Im August 1954 hatte KOWH in Omaha durch dieses Konzept einen Marktanteil von 48 % aller Radiohörer. Die Rotation bei einer Top-40-Station bestand darin, insbesondere die Top 10 oft zu wiederholen.
Im Payola-Betrugsskandal ergaben die Anhörungen im Jahre 1958, dass die weitverbreitete Rotation des Top-40-Radios mit der Macht der Radio-Disc-Jockeys zusammenhing. So hatte Disc Jockey Alan Freed das Lied Maybelline (aufgenommen am 21. Mai 1955) von Chuck Berry in „heavy rotation“ gesendet und dadurch zur Popularisierung eines Songs beigetragen, bei dem Freed als Mitkomponist registriert war. Freed hatte den Song bei der Radiostation WINS (New York) im Juli 1955 alle zwei Stunden während seiner Sendung gespielt.
Seit etwa 1990 haben in Deutschland sowohl die privaten Radiosender als auch die öffentlich-rechtlichen Rundfunkanstalten ihre Unterhaltungsmusikformate (U-Musik oder Popmusik) grundlegend neu strukturiert. Mit dem Ziel einer stärkeren Bindung der erwünschten werberelevanten Zielgruppe – Jugendliche und junge Erwachsene – wurde die musikalische Bandbreite (Genre, Zeitraum) reduziert, der Titelstock (regelmäßig gespielte Stücke) verkleinert und die Rotation der bekanntesten Titel erhöht. Damit setzten sie die seit den 1960er Jahren sichtbare Entwicklung fort, die Rundfunkprogramme immer gleichförmiger aufzubauen, zum Beispiel U- und E-Musik sowie Informationssendungen in jeweils verschiedene Spartensender auszulagern. Während die Hörer früher (wie heute noch Fernsehzuschauer) gezielt einzelne Sendungen auswählten und bewusst konsumierten, sind die Popmusikformate heutzutage auf kontinuierliche, bruchlose Begleitung bei allen möglichen Aktivitäten des täglichen Lebens ausgerichtet.
Stücke mit hohem Wiedererkennungswert, die in den aktuellen Musikcharts enthalten sind, werden bevorzugt und in schneller Wiederholung gespielt, um eine gleichmäßige Durchhörbarkeit zu gewährleisten. Gezielt produzierte Hits, zumeist mit geringem Wortanteil, lassen sich dabei schneller und einfacher konsumieren; Minderheitengenres wie zum Beispiel Heavy Metal oder Jazz werden demgegenüber benachteiligt. Der Anteil von „aktuellen Hits“ (nicht älter als drei Monate), Recurrents (älter) und Oldies (ca. 5 Jahre oder älter) liegt in engen Grenzen fest; darüber hinaus sind auch Tempo, Stil und Stimmung, Sprache etc. (Kreativdaten) des gesamten Titelstocks kategorisiert und werden für die Programmplanung der Musikredakteure herangezogen. Es ist beispielsweise üblich geworden, nach Wortsegmenten (Nachrichten, Ansage, Werbung) gezielt so genannte Opener zu spielen, das sind Stücke mit schnellem Einsatz ohne Vorspiel.

## Dynamik der Rotation
In der Playlist werden die für ein Airplay in Frage kommenden Musiktitel erfasst und einige Titel danach eingestuft, wie oft sie pro Tag eingesetzt werden dürfen. Der verantwortliche Redakteur hat die Aufgabe, Neuerscheinungen auf Grundlage der Formatvorgaben zu prüfen und eventuell in die Rotation zu übernehmen. Um Titel bekannt zu machen, können sie über die C-Rotation, B-Rotation zur A-Rotation befördert werden. Diese Wiederholungen können Auswirkung auf die Hitparaden und umgekehrt haben. Ein aktueller Nummer-eins-Hit erhält demnach A-Rotation, solange er den ersten Rang innehat. Wird er vom ersten Rang verdrängt, wird er auf B- oder C-Rotation herabgestuft und gilt schließlich als „burnout“. Er wird aus der Rotation herausgenommen wie auch überspielte Titel, von denen eine große Anzahl von Hörern des Zuhörens müde ist. Der Musiksender VIVA kategorisierte seine Playlisten nach aktuellen Hitparadenplatzierungen, wobei in der A-Liste die Top-20-Hits mit 3–4 Wiederholungen pro Tag standen, während die B-Liste die Platzierungen 21–50 mit 2–3 Wiederholungen pro Tag enthielt; es folgte die C-Liste (Ränge 51–100 der Hitparade) mit maximal 2 Wiederholungen.

## Wirkung
Die Rotation ist Teil der Programmplanung des täglichen Radioprogramms. Ziel der Rotation ist es, sicherzustellen, dass die beliebtesten Hits häufiger wiederholt werden als die weniger beliebten. Damit Neuveröffentlichungen beim Zuhörer überhaupt eine Chance haben, werden sie über einen Zeitraum von vier Wochen mit ca. 200 Wiederholungen „warmgespielt“. Die wiederholte Sendung einzelner Musiktitel fördert den Wiedererkennungswert beim Hörer und begünstigt dadurch das mechanische Üben. Die gezielte Wiederholung fördert auch die Erinnerung beim Hörer. Sie führt aber ebenso zu einer Bekanntmachung bisher noch unbekannter Titel und kann deren Hitparaden- und Verkaufschancen enorm verbessern. Neuveröffentlichungen können durch eine hohe Rotation in die Hitparade gelangen. Bereits bei einer „medium rotation“ wird die Hitparaden-Chance verbessert. Als Nirvanas LP Nevermind im September 1991 erschien und bei MTV eine „heavy rotation“ erhielt, wurde die LP in den ersten drei Wochen seit Veröffentlichung 200.000-mal verkauft und verdrängte im Januar 1992 Michael Jacksons Album Dangerous vom ersten Rang der LP-Charts.